# روشتینی
روشتینی (به لاتین: Roštění) یک منطقهٔ مسکونی در جمهوری چک است که در ناحیه کرومیریژ واقع شده‌است. روشتینی ۶٫۸۷ کیلومتر مربع مساحت و ۷۲۶ نفر جمعیت دارد و ۲۳۷ متر بالاتر از سطح دریا واقع شده‌است.